# Botrugno
Botrugno là một đô thị và thị xã của Ý. Đô thị này thuộc tỉnh Lecce trong vùng Apulia. Botrugno có diện tích 9 km2, dân số theo ước tính năm 2008 của Viện thống kê quốc gia Ý là 2936 người. 
Các đơn vị dân cư:
Đô thị Botrugno giáp với các đô thị: San Cassiano, Sanarica, Scorrano, Supersano.